# Selos nacionais do Japão
Os selos nacionais do Japão englobam os seguintes sinetes usada com a finalidade de autenticação de atos do  Imperador e do governo do Japão:
- O selo de governo do Japão;
- O selo imperial do Japão (também chamado de selo do Crisântemo);
- O selo real do Japão;
- O selo de Estado do Japão (também chamado de Grande Selo do Japão).

## Galeria

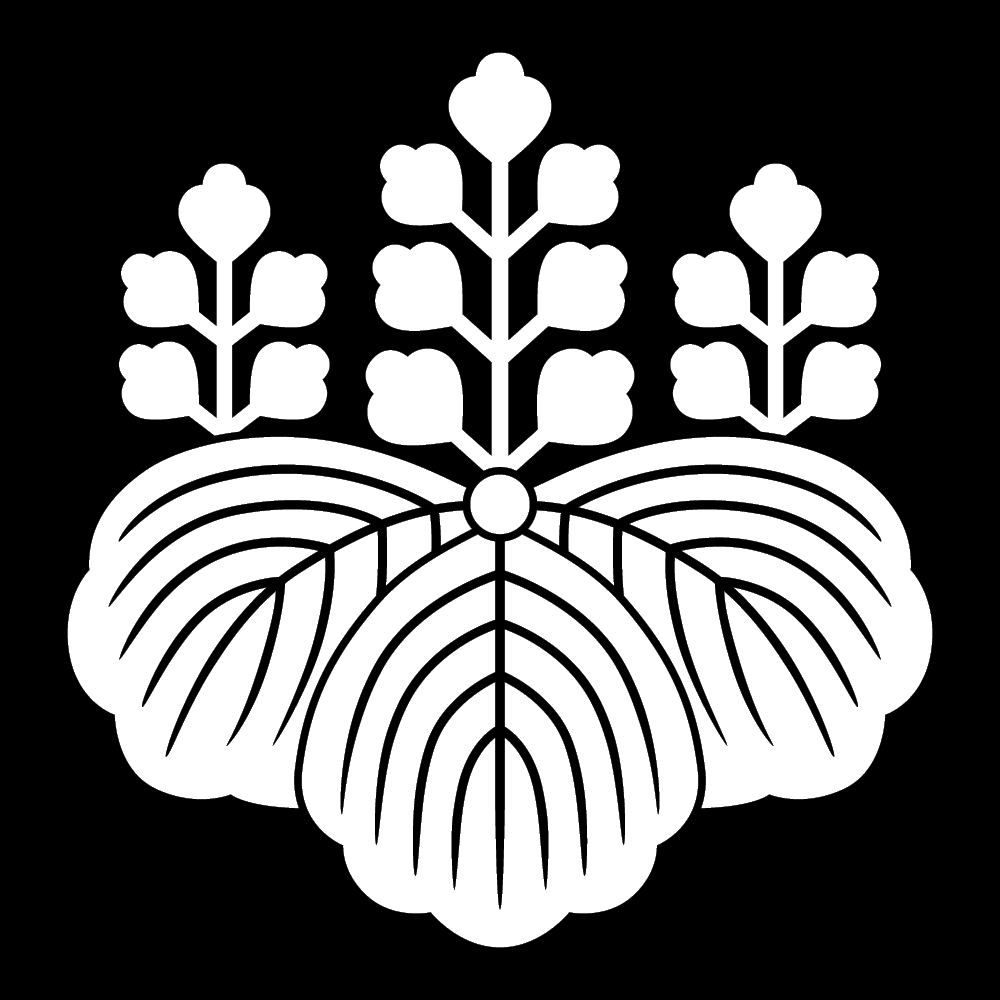
Selo do Governo do Japão
Selo Imperial do Japão
Selo real do Japão
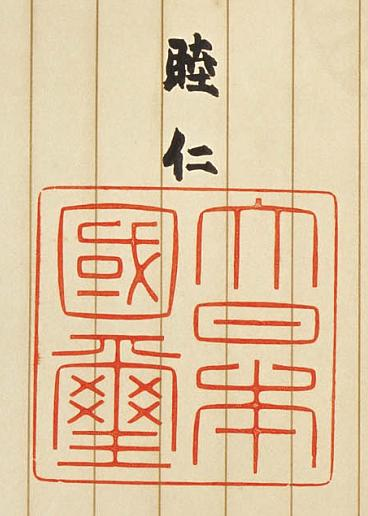
O selo de Estado do Japão sob a assinatura do Imperador Meiji